# Mesosemia jeziela
Mesosemia jeziela är en fjärilsart som beskrevs av Butler 1869. Mesosemia jeziela ingår i släktet Mesosemia och familjen Riodinidae. Inga underarter finns listade i Catalogue of Life.